# Diadocidia halopensis
Diadocidia halopensis är en tvåvingeart som beskrevs av Sevcik 2003. Diadocidia halopensis ingår i släktet Diadocidia och familjen slemrörsmyggor. Inga underarter finns listade i Catalogue of Life.